# Чемпионат СССР по боксу 1981
47-й чемпионат СССР по боксу проходил 30 августа — 9 сентября 1981 года в Ташкенте (Узбекская ССР) в Центральном зале спорта «Юбилейный».

## Медалисты
| Весовая категория                   | Золото                        | Серебро                      | Бронза                                                     |
| ----------------------------------- | ----------------------------- | ---------------------------- | ---------------------------------------------------------- |
| Первый наилегчайший вес (до 48 кг)  | Заир Абдукадыров Ангрен       | Виктор Ефремов Якутск        | Леонов Михаил Тамбов Анатолий Клюев Краснодар              |
| Второй наилегчайший вес (до 51 кг)  | Манукян Василий Ленинакан     | Алексей Никифоров Н. Кузнецк | Дугаров Александр Москва Александр Кривошеин Семипалатинск |
| Легчайший вес (до 54 кг)            | Икрам Мирбабаев Ош            | Сердюк Владимир Херсон       | Жуматай Тусупов Караганда Эдуард Хусаинов Москва           |
| Полулёгкий вес (до 57 кг)           | Самсон Хачатрян Кировакан     | Юозас Вайкшнорас Каунас      | Михайлов Игорь Павлодар Елеусиз Дюсеков Тамбов             |
| Лёгкий вес (до 60 кг)               | Сергей Мичник Ивано-Франковск | Вачик Мкртчан Ереван         | Юрий Прохоров Витебск Андрей Сундырцев Омск                |
| Первый полусредний вес (до 63,5 кг) | Мурадян Манвел Ленинакан      | Олег Меньшиков Москва        | Вячеслав Яновский Витебск Берикбай Нурмагамбетов Караганда |
| Второй полусредний вес (до 67 кг)   | Исраел Акопкохян Ереван       | Валерий Лаптев Чебоксары     | Алексей Полищук Донецк Васильев Владимир Красноярск        |
| Первый средний вес (до 71 кг)       | Сергей Василенко Фергана      | Владимир Мельник Чебоксары   | Олег Тепцов Киев Вячеслав Чепайкин Алма-Ата                |
| Второй средний вес (до 75 кг)       | Александр Беляев Волгоград    | Анатолий Коптев Владивосток  | Хамзат Джабраилов Грозный Александр Озирянский Пермь       |
| Полутяжёлый вес (до 81 кг)          | Владимир Шин Ташкент          | Альгирдас Янчаускас Вильнюс  | Альберт Николян Ереван Иван Новиков Саратов                |
| Тяжёлый вес (до 91 кг)              | Григорий Бахтояров Краснодар  | Владимир Герой Донецк        | Григорий Могильный Андижан Роман Каспер Целиноград         |
| Супертяжёлый вес (свыше 91 кг)      | Вячеслав Яковлев Ленинград    | Александр Красько Макеевка   | Николай Тимкин Витебск Александр Лукстин Харьков           |